# Bahnhof Nice-Ville
Der Bahnhof Nice-Ville, französisch Gare de Nice-Ville für „Nizza Stadtbahnhof“, ist der Hauptbahnhof der französischen Stadt Nizza.

## Geografie
Der Bahnhof liegt in 16 Metern Seehöhe bei Streckenkilometer 224,1 der Bahnstrecke Marseille–Ventimiglia sowie an der hier beginnenden Tendabahn nach Breil-sur-Roya. Nächst benachbarte Haltepunkte sind Nice-Saint Augustin und Nice-Riquier sowie Nice-Saint Roch an der Tendabahn. Als Besonderheit verläuft über dem östlichen Gleisvorfeld eine aufgeständerte Schnellstraße.
Die Haltestelle Gare Thiers der Straßenbahn Nizza liegt etwa 200 m vom Bahnhofsvorplatz entfernt.

## Geschichte

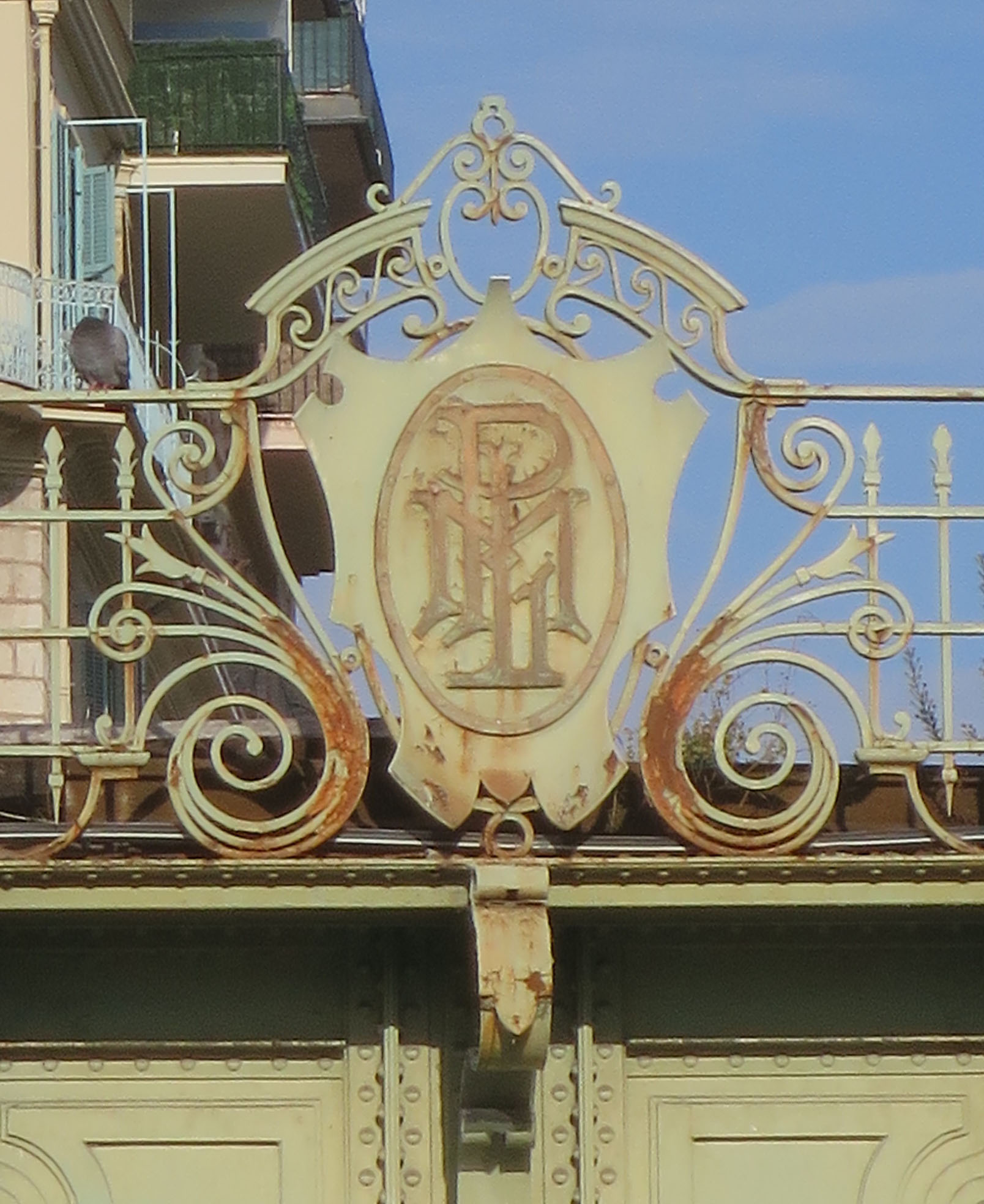
Signet der PLM an einem Geländer im Bereich des Bahnhofs

Das Empfangsgebäude wurde vom Architekten Louis-Jules Buchot im Stil Louis-treize gebaut, um die Verbundenheit der mediterranen Stadt Nizza mit der Metropole Paris zum Ausdruck zu bringen. Es gehörte ursprünglich zum Netz der Compagnie des chemins de fer de Paris à Lyon et à la Méditerranée (PLM).

## Verbindungen
Es gibt direkte Nachtzug- und TGV-Verbindungen nach Paris, Lyon und Nancy, historisch auch nach Basel,  Genf, Amsterdam und weiteren Städten Europas. Der Moskau-Nizza-Express ist seit März 2020 ausgesetzt.